# Drozdowo (Płońsk)
Pour les articles homonymes, voir Drozdowo.
Drozdowo (prononciation : [drɔzˈdɔvɔ]) est un village polonais de la gmina de Płońsk dans le powiat de Płońsk de la voïvodie de Mazovie dans le centre-est de la Pologne.
Il se situe à environ 7 kilomètres au sud-est de Raciąż (siège de la gmina), 18 km au nord-ouest de Płońsk (siège du powiat) et à 81 km au nord-ouest de Varsovie (capitale de la Pologne).
Le village compte approximativement une population de 100 habitants.

## Histoire
De 1975 à 1998, le village appartenait administrativement à la voïvodie de Ciechanów.